# Migdalia Padilla Alvelo
Migdalia Padilla Alvelo (Barranquitas, 18 de enero de 1948) es una política puertorriqueña, senadora por el distrito de Bayamón desde el 2000. Es miembro del Partido Nuevo Progresista y actualmente es la senadora más longeva habiendo servido por más de 25 años. 

## Carrera
Estudió un bachillerato en artes con una concentración en Educación Elemental de la Pontificia Universidad Católica de Puerto Rico y una maestría en Administración y Supervisión Escolar de la Universidad de Phoenix.
El 30 de mayo del año 2000 juramentó como la primera senadora mujer por el distrito de Bayamón y fue reelecta en las elecciones del 2000, 2004, 2008, 2012, 2016 y 2020. Actualmente se encuentra en su sexto término completo. 
Tras las elecciones de 2004 el Partido Nuevo Progresista recuperó el control de la Legislatura y Padilla Alvelo fue nombrada presidenta de la Comisión de Hacienda, siendo la primera mujer en ostentar el título. En su próximo término también ocupó el mismo cargo y además fungió como copresidenta de la Comisión Especial Conjunta sobre Donativos Legislativos. De igual forma, la senadora sirvió como secretaria de las comisiones de Educación y Asuntos de la Familia, así como de la Comisión de Desarr ollo Económico y Planificación, y de la del Trabajo, Asuntos del Veterano y Recursos Humanos. Fue además, miembro de la Comisión de Asuntos de la Mujer. Tras el cambio de control del Senado en las elecciones de 2012 del Partido Nuevo Progresista al Partido Popular Democrático, perdió la presidencia de la Comisión de Hacienda y se convirtió en la portavoz de su partido en dicha comisión. Volvió a convertirse presidenta de la Comisión de Hacienda tras las elecciones de 2016 pero luego de las elecciones de 2020 volvió a convertirse en portavoz del PNP en la comisión.

## Vida personal
Padilla Alvelo está casada con Luis Manuel Huertas Abreu. Tiene cuatro hijos, José Julián, Luis Carlos, Migdalia y Lorna Marie, a través de quien ha obtenido nueve nietos.

## Historal electoral
En las elecciones del 2000 obtuvo 108,496 votos que representaban 24.8% de la votación total quedando en primer lugar. En las del 2004 obtuvo 118,524 que se traducían al 26.5% de la votación total nuevamente quedando en primer lugar. En las elecciones de 2008 volvió a quedar en primer lugar con 122,265 votos y 28.0% del total de los votos. En las de 2012 por primera vez quedó en segundo lugar y recibió 107,934 votos para un 25.7%. Quedó en segundo lugar nuevamente en las elecciones de 2016 y las elecciones de 2020 con 91,729 o 27.7% y 50,009	o 19.9% de los votos respectivamente.